# Route Paysagère

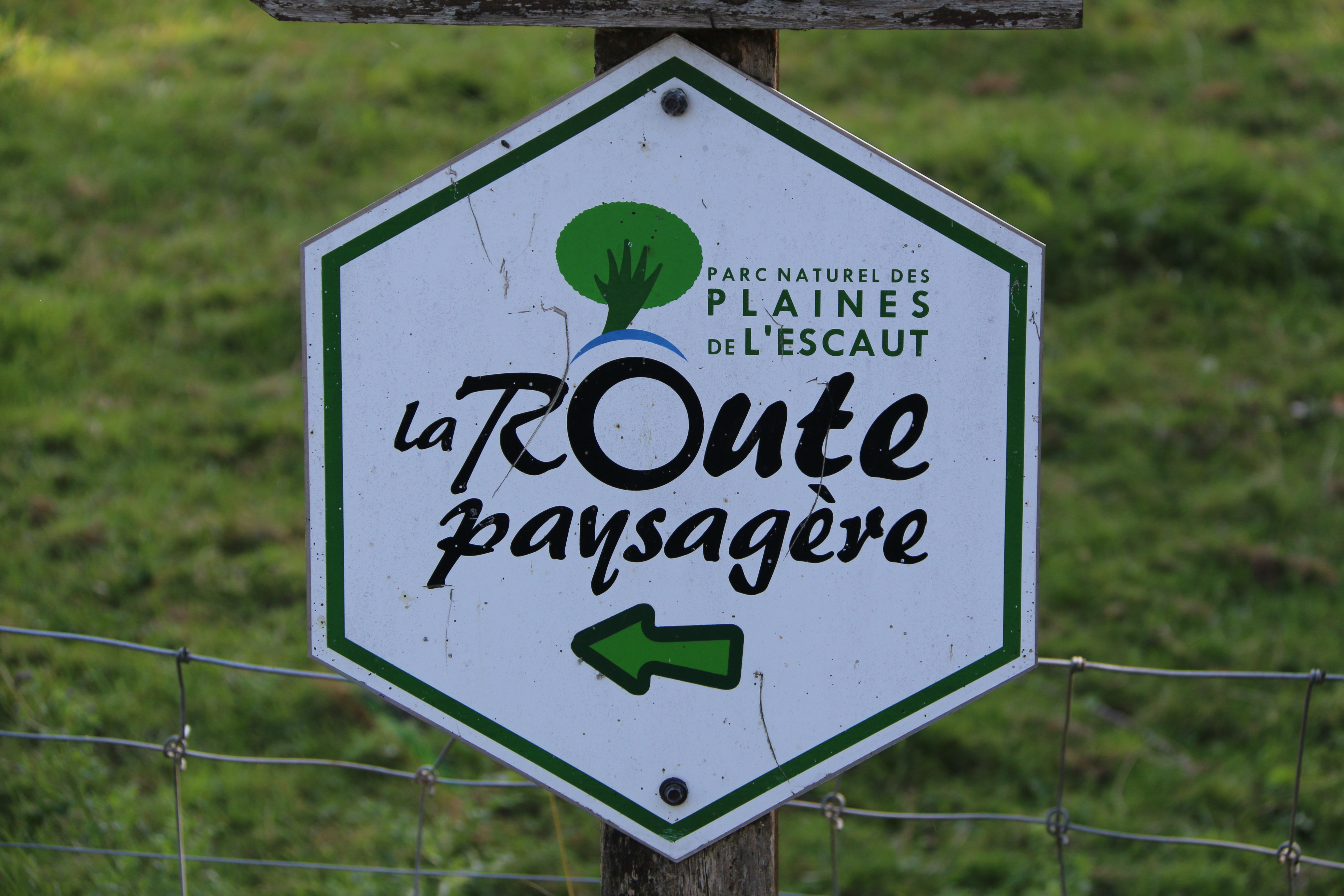

De Route  Paysagère is een toeristische autoroute in Wallonië. De route is bewegwijzerd met zeshoekige borden en is 120 kilometer lang. De route loopt door het Natuurpark Scheldevlakten langs Péruwelz, Bernissart, Beloeil, Baugnies, Taintignies, Wiers.